# Tytus, Romek i A’Tomek
Tytus, Romek i A’Tomek – seria komiksów autorstwa Henryka Jerzego Chmielewskiego wydawany w latach 1957–2021. Początkowo publikowany była na łamach młodzieżowej gazety „Świat Młodych”, od 1966 także w wersji książkowej. Był to najdłużej ukazujący się polski komiks.
Pierwsze wydanie serii komiksowej ukazało się 22 października 1957 w numerze 85 (624) „Świata Młodych” pod tytułem Romek i A’Tomek. Występowało w nim dwu tytułowych bohaterów, jeszcze bez postaci Tytusa, który pojawił się dopiero w drugim wydaniu.

## Treść
Dwaj harcerze, Romek i A’Tomek starają się uczłowieczyć człekokształtną małpę – Tytusa de Zoo – posiadającego, wbrew pozorom, więcej cech ludzkich niż małpich. Kolejne księgi komiksu to podróże bohaterów w rozmaite dziedziny wiedzy w wymyślnych pojazdach skonstruowanych przez prof. T.Alenta lub A’Tomka. Tytus, Romek i A’Tomek zawsze pakują się w jakieś kłopoty, ale zawsze udaje się im z nich wybrnąć.
Narracja w komiksach jest groteskowa i humorystyczna, istotne są jednak elementy dydaktyczne, tyczące się nauk przyrodniczych i historii.

## Odbiór
Tytus, Romek i A’Tomek jest uważany za klasykę polskich serii komiksowych i jeden z najpopularniejszych polskich komiksów. Już w 1979 roku został zaliczony do „najwybitniejszych osiągnięć polskiego komiksu”.

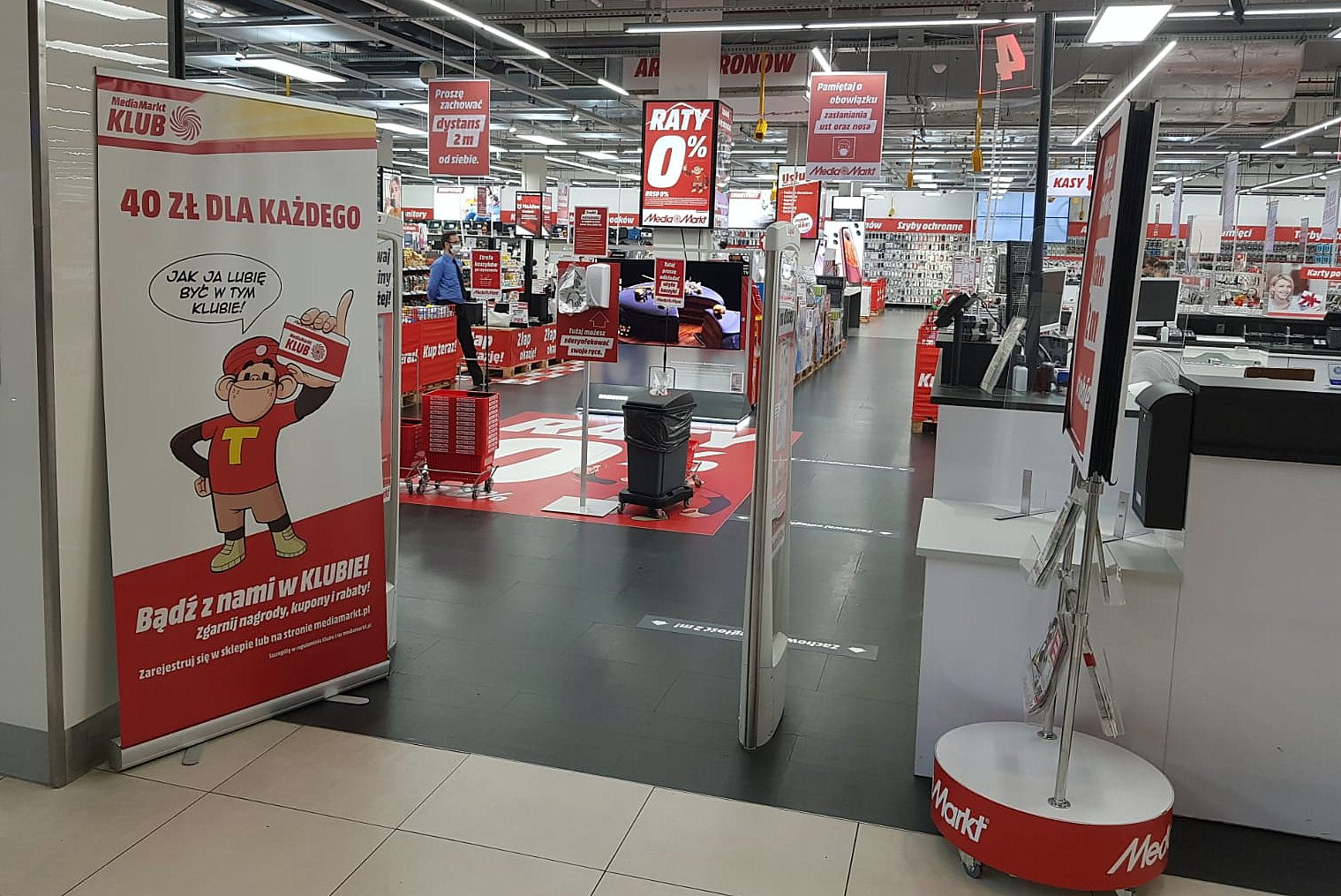
Tytus w reklamie MediaMarkt

## Rozwój serii
Krzysztof Grzegorzewski, analizując serię o Tytusie w kontekście wpływu cenzury i propagandy na twórczość Chmielewskiego, zwrócił uwagę na rozwój głównych bohaterów. Np. Romek i A'Tomek w pierwszych tomach są infantylni i "noszą wszelkie cechy modelowej młodzieży PRL", z czasem dojrzewając, nabierają wyraźniejszych cech indywidualnych. Podobnie elementy dydaktyzmu i propagandy, mocno obecne w pierwszych tomach (np. Księga IV zawiera "niemal jawną propagandę Ludowego Wojska Polskiego", a Księga V – krytykę kapitalizmu i USA), zanikają w latach późniejszych, gdy w tomach (od ok. Księgi XIII) pojawia się nawet nieistotnie zawoalowana krytyka totalitarnego ustroju PRL.

## Główni bohaterowie
Pierwotnie bohaterami serii komiksowej byli dwaj chłopcy – Romek i A’Tomek (w wydaniach albumowych zostali przedstawieni już jako harcerze; zmiana ta została wprowadzona w 1965 roku w wyniku nacisków ze strony Wydawnictwa Harcerskiego; w pierwszych historiach zebranych w Księdze Zero mają do harcerstwa stosunek raczej lekceważący). Potem dołączył do nich szympans Tytus.
• Tytus de Zoo – szympans, oblatywacz pojazdów, znaleziony w rakiecie (wersja ze „Świata Młodych”) lub narysowany przez Papcia Chmiela (wersja z Księgi I), wszędobylski, odważny, dobroduszny, pomysłowy, ale czasem złośliwy – główny bohater wszystkich komiksów. Początkowo w „Świecie Młodych” miał ogon, ale po pewnym czasie mu „zniknął”. W wydaniach albumowych został wciągnięty do harcerstwa przez chłopców.
• Romek – wysoki, chudy, długowłosy, złośliwiec-buntownik, zarazem tchórzliwy. Wątpi w uczłowieczenie Tytusa.
• A’Tomek – niski, gruby, inteligentny, zarozumiały, o zdolnościach przywódczych (w wydaniach albumowych został zastępowym). Jego hobby to układanie krótkich wierszyków. Głównodowodzący trójki.
- Prof. T.Alent – (czasem nazywany po prostu „Talent”) ekscentryczny naukowiec wynalazca, twórca i założyciel Instytutu Wszechzbytków, gdzie powstają fantastyczne pojazdy i inne wynalazki dla Tytusa, Romka i A’Tomka. Ma sporo myszek, na których testuje swoje eksperymenty. Często bawią się w jego włosach lub chodzą po nim.
- Papcio Chmiel – rysunkowa wersja autora komiksu, artysta malarz, przypadkowy twórca Tytusa, wychowawca i autorytet moralny Tytusa, Romka i A’Tomka. Często ingeruje w przygody bohaterów.

## Księgi
W serii ukazało się 31 albumów zwanych „księgami” oraz 8 ksiąg zbiorczych pt. „Złota księga przygód”, a także albumy zawierające przedruki ze „Świata Młodych” i innych gazet, „Księga TVP” oraz wydania kolekcjonerskie:
- Księga I – Tytus harcerzem (narodziny i uczłowieczanie Tytusa przez wstąpienie do harcerstwa)
- Księga II – Tytus otrzymuje prawo jazdy (bohaterowie zdobywają rozaliowe prawka jazdy, poznając przepisy ruchu drogowego; pojazd – mechaniczny koń Rozalia)
- Księga III – Tytus kosmonautą (bohaterowie uprowadzają rakietę (prom) i podróżują w kosmosie, poznając obce formy życia; pojazdy – dwie rakiety, oraz zwierzę kosmiczne Karbulot)
- Księga IV – Tytus żołnierzem (bohaterowie bawią się w wojsko, w nagrodę w konkursie rysunkowym odbywają prawdziwe ćwiczenia wojskowe; pojazd – Rakietowóz, czołg)
- Księga V – Podróż do ćwierć koła świata (bohaterowie wyruszają w podróż do ćwierć koła świata, poznając takie miejsca jak Szwecja, Anglia, Arktyka, Kuba, Afryka, Artek (ZSRR); pojazd – Wannolot)
- Księga VI – Tytus olimpijczykiem (Romek i A’Tomek postanawiają wystawić Tytusa do zawodów olimpijskich, w tym celu trenują go w różnych dziedzinach sportu; pojazd – Trąbolot)
- Księga VII – Tytus poprawia dwójkę z geografii Polski (koniec roku szkolnego, a Tytus ma mieć poprawkę z geografii Polski, Romek i A’Tomek pokazują mu więc nasz kraj; pojazd – odrzutki)
- Księga VIII – Tytus astronomem (Akcja Frombork, bohaterowie pomagają oczyścić jedno z miast Kopernika, magiczny aparacik przenosi ich w przeszłość, by mogli sami spotkać wielkiego astronoma)
- Księga IX – Tytus na Dzikim Zachodzie (Tytus wskakuje do westernu w kinie i zostaje kowbojem, Romek i A’Tomek śpieszą mu na ratunek)
- Księga X – Ochrona przyrody (bohaterowie testują nowy pojazd, który awaryjnie ląduje na bezludnej wyspie, z braku paliwa chłopcy przechodzą wszystkie epoki rozwoju ludzkości, by je wyprodukować, zanieczyszcza to środowisko wyspy; pojazdy – Mielolot i w wersji z 1991 r. też Młynkolot)
- Księga XI – Ochrona zabytków (ratując ruinę zabytkowego zamku przed rozbiórką bohaterowie spotykają duszka, który przenosi ich w czasy dawnej Polski, by mogli wykraść plany budowy tego zamku, uczestnicząc w zamachu Chytrozłotków na księcia Jedzosława; pojazd – Prasolot)
- Księga XII – Operacja Bieszczady 40 (bohaterowie w ramach harcerskiej akcji Bieszczady 40 wyjeżdżają w góry, by zbudować tam stanicę; pojazd – Bąkolot)
- Księga XIII – Wyprawa na Wyspy Nonsensu (prof. T.Alent nakłania chłopców do zbadania nieznanych Wysp Nonsensu, zamieszkanych przez dziwne ludy; pojazdy – Slajdolot 1 i Slajdolot 2)
- Księga XIV – Nowe metody nauczania (Romek i A’Tomek organizują szkołę dla Tytusa i próbują go uczyć zwyczajnych szkolnych przedmiotów, pomocą staje się ucząca maszyna profesora T.Alenta; pojazd – Gwizdkolot)
- Księga XV – Tytus geologiem (Znów prof. T.Alent ma dla chłopców zadanie do wykonania – zbadanie co jest pod ziemią; pojazd – Wkrętacz)
- Księga XVI – Tytus dziennikarzem (Tytus niechcący dostaje posadę redaktora naczelnego i zaczyna wraz z Romkiem i A'Tomkiem zbierać materiały na artykuły; pojazd – Syfonolot)
- Księga XVII – Uczłowieczanie Tytusa przez umuzykalnianienie (Romek i A’Tomek podejmują się umuzykalnić Tytusa, by go uczłowieczyć, w końcu Tytus zostaje porwany przez UFO, teraz on umuzykalnia kosmitów; pojazd – Okarynolot)
- Księga XVIII – Tytus plastykiem (tym razem Tytus jest uczłowieczany przez uplastycznienie, edukację kontynuuje sam, gdy odkrywa możliwość wskakiwania do obrazów i zostaje porwany; pojazd – Aerografolot)

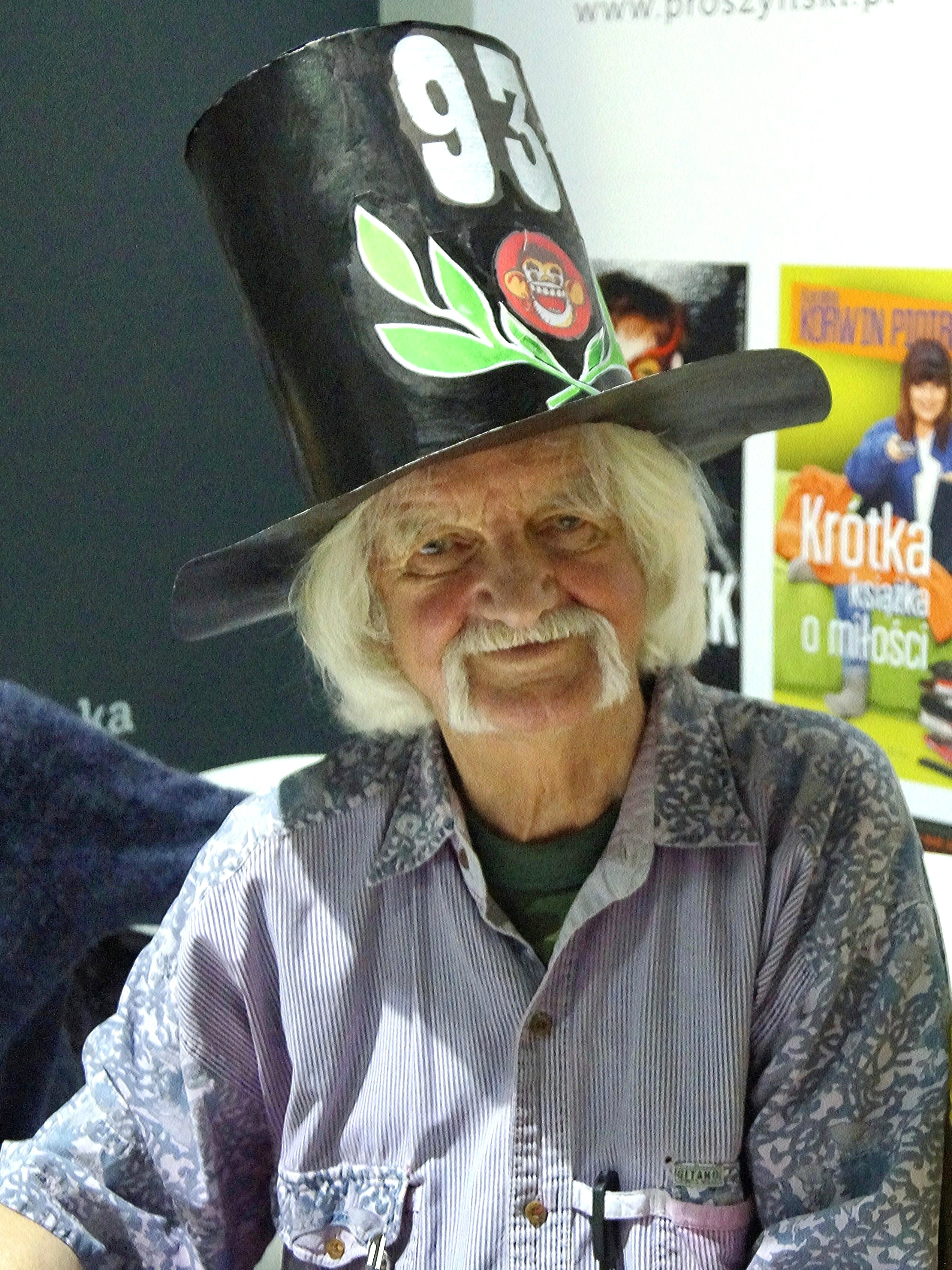
Henryk Jerzy Chmielewski

- Księga XIX – Tytus aktorem (Romek i A’Tomek zabierają mocą wyobraźni Tytusa w różne epoki, gdzie stają się aktorami)
- Księga XX – Druga wyprawa na Wyspy Nonsensu (nowym pojazdem bohaterowie ruszają na odkrycie nieodkrytych jeszcze ostatnich Wysp Nonsensu; pojazd – Videobzikolot)
- Księga XXI – Tytus wśród mrówek (chory Tytus nacierany jest spirytusem na mrówkach i w czasie snu zwiedza z Romkiem i A'Tomkiem mrowisko; pojazd – Formicikusolot)
- Księga XXII – Tytus gangsterem (łobuz Tytus zostaje eksperymentalnie pogromcą gangsterów; pojazd – Gangsterolot)
- Księga XXIII – Tytus i bzikotyki (Tytus poznaje manowce brania bzikotyków, razem z Romkiem i A'Tomkiem trafiają do ich fabryki; pojazd – bzikotykolot)
- Księga XXIV – Tytus w NATO (zanim Polska weszła do NATO bohaterowie postanowili przejść nowe przygotowanie do służby wojskowej; pojazd – Wannolot, zmieniona nazwa Wannatolot)
- Księga XXV – Tytus się żeni (pojawia się Szympansia, w której Tytus się zakochuje, w życie bohaterów wkroczyła kobieta; pojazd – Sterowiec)
- Księga XXVI – Podróż poślubna (Tytus marzy o podróży poślubnej z Szympansią, trafiają na wykopaliska do wsi Szwajcaria (obecnie w granicach Suwałk); pojazd – Lovelot)
- Księga XXVII – Tytus grafficiarzem (bohaterowie mają różne sny, Tytus np. śni, że jest wytwórcą kodów kreskowych)
- Księga XXVIII – Tytus internautą (Tytus zostaje przeskanowany do internetu; pojazd – Livescaner/Suszarkolot)
- Księga XXIX – Tytus piernikarzem (Tytus Romek i A’Tomek zostają przeniesieni do średniowiecznego Torunia; A’Tomek jest właścicielem Pierpolu, Romek czeladnikiem, a Tytus uczniem)
- Księga XXX – Wyprawa po Owoce Chichotu (Tematem przewodnim Księgi XXX jest walka z otyłością profesora T.Alenta, w której główne role grają oczywiście Tytus, Romek i A’Tomek. Akcja jest jak zwykle naszpikowana przygodami i zabawnymi incydentami. Profesor T.Alent pragnie być szczupłym i zdrowym, w odpowiedzi na co cała trójka przystępuje do wytężonej pracy; pojazd – Kapustogrocholot)
- Księga XXXI – Tytus kibicem (Tytus próbuje wyleczyć się z nerwicy z pomocą różnych zwierząt)
- „Księga TVP” – wydana w 2000 roku.
- „Księga Zero” – zawiera krótkie historyjki, publikowane dawniej w „Świecie Młodych”. Wydana w 2002 roku.
- „Księga 80-lecia” – przedruki ze „Świata Młodych”. Wydana z okazji 80 urodzin Papcia Chmiela w 2003 roku.
- „Tytus, Romek i A’Tomek jako warszawscy powstańcy 1944, z wyobraźni Papcia Chmiela narysowani” – wydany w 2009 roku – album zawiera 36 plansz z przygodami Tytusa, Romka i A’Tomka w czasie powstania warszawskiego.
- „Tytus, Romek i A’Tomek w bitwie warszawskiej 1920 z wyobraźni Papcia Chmiela narysowani” – wydany w 2010 roku – album zawiera 36 plansz z przygodami Tytusa, Romka i A’Tomka w Bitwie Warszawskiej.
- „Tytus, Romek i A’Tomek w bitwie grunwaldzkiej z wyobraźni Papcia Chmiela narysowani” – premiera: 12 maja 2011 roku – album zawiera 38 plansz z przygodami Tytusa, Romka i A’Tomka przed i w czasie bitwy pod Grunwaldem.
- „Tytus, Romek i A’Tomek w odsieczy wiedeńskiej 1683 roku z wyobraźni Papcia Chmiela narysowani” – premiera: 13 maja 2012 roku – album zawiera ponad 36 plansz z przygodami Tytusa, Romka i A’Tomka przed i w czasie odsieczy Wiedeńskiej.
- „Tytus, Romek i A’Tomek w wojnie o niepodległość Ameryki z wyobraźni Papcia Chmiela narysowani” – premiera: 9 maja 2013 roku – album zawiera 39 plansz z przygodami Tytusa, Romka i A’Tomka przed i w czasie wojny o niepodległość Stanów Zjednoczonych.
- „Tytus, Romek i A’Tomek jako rycerze Bolesława Krzywoustego z wyobraźni Papcia Chmiela narysowani” – premiera: maj 2014 roku  – Tytus, Romek i A’Tomek wcielą się w rolę rycerzy Bolesława Krzywoustego.
- „Tytus, Romek i A'Tomek poznają historię hymnu Polski z wyobraźni Papcia Chmiela narysowani" – premiera: październik 2016 roku.
- „Tytus, Romek i A'Tomek obchodzą 100-lecie odzyskania niepodległości Polski z wyobraźni Papcia Chmiela narysowani” – premiera: 25 września 2018 roku.
- „Tytus, Romek i A'Tomek na jedwabnym szlaku z wyobraźni Papcia Chmiela narysowani” – premiera: wrzesień 2019 roku.
- „Tytus, Romek i A'Tomek pomagają księciu Mieszkowi ochrzcić Polskę z wyobraźni Papcia Chmiela narysowani" – premiera: 28 stycznia 2021 roku.

## Zestawienie ksiąg i nazw pojazdów
Jeśli nie podano inaczej, twórcą pojazdów był prof. T. Alent.
| Księga | Rok pierwszego wydania | Potoczna nazwa księgi                      | Pojazdy                                                                                        |
| ------ | ---------------------- | ------------------------------------------ | ---------------------------------------------------------------------------------------------- |
| I      | 1966                   | Tytus harcerzem                            | –                                                                                              |
| II     | 1967                   | Tytus otrzymuje prawo jazdy                | Rozalia (w pierwszym wydaniu zbudowana przez A'Tomka, w późniejszym – przez profesora Talenta) |
| III    | 1968                   | Tytus kosmonautą                           | rakieta 1 i 2 (twórcy nieznani), zwierzę kosmiczne karbulot                                    |
| IV     | 1969                   | Tytus żołnierzem                           | Rakietowóz zbudowany przez chłopców                                                            |
| V      | 1970                   | Podróż do ćwierć koła świata               | Wannolot zbudowany przez A'Tomka                                                               |
| VI     | 1971                   | Tytus olimpijczykiem                       | Trąbolot (twórca nieznany)                                                                     |
| VII    | 1972                   | Tytus poprawia dwójkę z geografii Polski   | odrzutki (twórca nieznany)                                                                     |
| VIII   | 1973                   | Tytus zdobywa sprawność astronoma          | Aparacik (wehikuł czasu)                                                                       |
| IX     | 1974                   | Tytus na dzikim zachodzie                  | –                                                                                              |
| X      | 1975                   | Ochrona przyrody                           | Mielolot/Młynkolot                                                                             |
| XI     | 1977                   | Ochrona zabytków                           | Prasolot                                                                                       |
| XII    | 1977                   | Operacja „Bieszczady”                      | Bąkolot                                                                                        |
| XIII   | 1979                   | Wyprawa na wyspy nonsensu                  | Slajdolot                                                                                      |
| XIV    | 1980                   | Nowe metody nauczania                      | Gwizdkolot                                                                                     |
| XV     | 1981                   | Tytus geologiem                            | Wkrętacz                                                                                       |
| XVI    | 1982                   | Tytus dziennikarzem                        | Syfonolot                                                                                      |
| XVII   | 1985                   | Uczłowieczenie Tytusa przez umuzykalnienie | Okarynolot/lądownik Mandolina                                                                  |
| XVIII  | 1987                   | Tytus plastykiem                           | Aerografolot                                                                                   |
| XIX    | 1992                   | Tytus aktorem                              | –                                                                                              |
| XX     | 1992                   | Druga wyprawa na wyspy nonsensu            | Videobzikolot                                                                                  |
| XXI    | 1994                   | Tytus wśród mrówek                         | Formicikusolot                                                                                 |
| XXII   | 1996                   | Tytus gangsterem                           | Gangsterolot. Cyber. 2 promienie                                                               |
| XXIII  | 1997                   | Tytus i bzikotyki                          | Bzikotykolot                                                                                   |
| XXIV   | 1998                   | Tytus w NATO                               | WanNATOlot                                                                                     |
| XXV    | 2000                   | Tytus się żeni                             | Sterowiec                                                                                      |
| XXVI   | 2001                   | Podróż poślubna Tytusa                     | Lovelot                                                                                        |
| XXVII  | 2002                   | Tytus grafficiarzem                        | –                                                                                              |
| XXVIII | 2003                   | Tytus internautą                           | Livescaner/Suszarkolot                                                                         |
| XXIX   | 2004                   | Tytus piernikarzem                         | –                                                                                              |
| XXX    | 2006                   | Wyprawa po owoce chichotu                  | Kapustogrocholot                                                                               |
| XXXI   | 2008                   | Tytus kibicem                              | –                                                                                              |

## Komiksy gazetowe, promocyjne itp.
- Tytus, Romek i A’Tomek – W kosmosie. Spotkanie z Tytusem., „Świat Młodych” 1957
- Tytus, Romek i A’Tomek – Podróż do Australii., „Świat Młodych” 1958
- Tytus, Romek i A’Tomek – Na Wyspach Bożego Narodzenia., „Świat Młodych” 1959
- Tytus, Romek i A’Tomek – Podróż w czasie., „Świat Młodych” 1960, wyd. albumowe zmienione: Księga VIII
- Tytus, Romek i A’Tomek – Różne przygody., „Świat Młodych” 1961
- Tytus, Romek i A’Tomek – Na obozie harcerskim., „Świat Młodych” 1962, wyd. albumowe zmienione: Księga I
- Tytus, Romek i A’Tomek – Rozalia., „Świat Młodych” 1962, wyd. albumowe zmienione: Księga II
- Tytus, Romek i A’Tomek – Podróż poduszkowcem., „Świat Młodych” 1963
- Tytus, Romek i A’Tomek – Tytus w redakcji. Zawody Tytusa., „Świat Młodych” 1964
- Tytus, Romek i A’Tomek – Wyprawa autokonikiem i wirolotem., „Świat Młodych” 1964
- Tytus, Romek i A’Tomek – Spółdzielnia „Odnawianko”., „Świat Młodych” 1965
- Tytus, Romek i A’Tomek – Zabawa w wojsko., „Świat Młodych” 1965, wyd. albumowe zmienione: Księga IV
- Tytus, Romek i A’Tomek – W kosmosie., „Świat Młodych” 1966, wyd. albumowe zmienione: Księga III
- Tytus, Romek i A’Tomek – Jednoplanszowe przygody., „Świat Młodych” 1967
- Tytus, Romek i A’Tomek – Wyprawa wannolotem na olimpiadę w Meksyku., „Świat Młodych” 1968
- Tytus, Romek i A’Tomek – Tytus w szkole., „Świat Młodych” 1970
- Tytus, Romek i A’Tomek – Western., „Świat Młodych” 1970, wyd. albumowe zmienione: Księga IX
- Tytus, Romek i A’Tomek – Wyprawa pod głaz babci Straszakowej., „Świat Młodych” 1971
- Tytus, Romek i A’Tomek – Mielolotem przez epoki historyczne., „Świat Młodych” 1972
- Tytus, Romek i A’Tomek – Wycieczka zimowa. Wyprawa na Wyspy Mrówcze., „Świat Młodych” 1973
- Tytus, Romek i A’Tomek – Wyprawa młynkolotem., „Świat Młodych” 1974
- Tytus, Romek i A’Tomek – 35 lat „Świata Młodych”., „Świat Młodych” 1984
- Tytus, Romek i A’Tomek – W teatrze., „Świat Młodych” 1985
- Tytus, Romek i A’Tomek – Historie przedksiążeczkowe. „Super Boom” 1993–1994
- Tytus – Reklama lodów., „Super Boom” 1994
- Tytus, Romek i A’Tomek – Humoreski., „Gazeta Wyborcza” wyd. krakowskie 1994
- Tytus, Romek i A’Tomek – Humoreski., „Super Express – Gilotyna” 1996
- Tytus i telewizja, Super-TV 1996
- Tytus gorylem, Krakers 1997
- Tytus na WOŚP, 1999
- Tytus księga TVP, Biuro reklamy TVP 2000
- Tytus sprzedaje maszynkę do ostrzenia żyletek, Biuro reklamy TVP 2000

## Ekranizacje i gry komputerowe
- W latach 1989–1990 w poznańskim Studiu Filmów Animowanych Poltel powstały dwa 10-minutowe odcinki serialu animowanego o przygodach Tytusa, Romka i A’Tomka. Reżyserem pierwszego odcinka był Witold Giersz, a drugiego Waldemar Szajkowski. Głosów użyczyli: Alina Hojnacka-Przeździak, Gustaw Lutkiewicz, Arkadiusz Niezgoda, Dominik Poręcki, Ryszard Olesiński i Eugeniusz Robaczewski.
- Zespół Blenders nagrał piosenkę „Banan i drzewo”, która treścią nawiązywała do komiksu, zaś w teledysku wykorzystano animowane wstawki ukazujące różne sceny z komiksów Papcia Chmiela. Pomysł oraz realizacja teledysku ANIM Marek Kuźnicki. Teledysk był emitowany m.in. w MTV.
- W 2002 roku powstał animowany film pełnometrażowy Tytus, Romek i A’Tomek wśród złodziei marzeń (reż. Leszek Gałysz, scen. Małgorzata Sikorska-Miszczuk) oraz płyta ze ścieżką dźwiękową z tego filmu. Nie jest to adaptacja żadnego komiksu. Tytusowi głosu użyczył Marek Kondrat, Romkowi Wojciech Malajkat, a Piotr Gąsowski A'Tomkowi. Inne postacie dubbingowali Andrzej Chyra (Saligia), Artur Barciś (Oliviero) i Paweł Szczesny (Profesor T.Alent).
- W styczniu 2005 roku została wydana komputerowa gra przygodowo-zręcznościowa pod tytułem „Tytus, Romek i A’Tomek”, w której wcielający się w Tytusa gracz musiał powstrzymać rebelię zbuntowanych robotów.
- W 2022 roku studio EGoFilm ogłosiło, że planuje filmową adaptację Tytusa, Romka i A'Tomka[11].

## Upamiętnienie
W roku 2009 Poczta Polska wprowadziła do obiegu trzy znaczki z bohaterami komiksu Papcia Chmiela, przedstawiając ich w konwencji zdjęć z kartotek policji.